# Limestone megye (Alabama)
Limestone megye az Amerikai Egyesült Államokban, azon belül Alabama államban található. A számos polgárháborús összecsapás helyszíne , Limestone megye az állam északnyugati részén található, és az állam űr- és technológiafejlesztési központja. Három alabamai kormányzó Limestone megyét nevezte otthonának: Thomas Bibb , Joshua Lanier Martin és George S. Houston . Limestone megyét egy választott öttagú bizottság irányítja, és számos bejegyzett közösséget foglal magában. Megyeszékhelye és legnagyobb városa Athens. Lakosainak száma 103 570 fő (2020. április 1.). Limestone megye Giles, Madison, Lauderdale, Morgan, Lawrence és Lincoln megyékkel határos.

## Története
Limestone megyét Alabama Területi Közgyűlése 1818. február 6-án hozta létre. A megyét az Egyesült Államoknak 1816-ban átengedett egykori chickasaw és Cherokee indián területekből hozták létre. Limestone megyét a megyén átfolyó patakról nevezték el. és amelynek ágya kemény mészkőből van. A legkorábbi telepesek Tennessee-ből, Carolinából és Virginiából érkeztek a megyébe. A legkorábbi települések és városok közé tartozott Athén, Belle Mina és Mooresville . Limestone megye számos konfliktusnak adott otthont a polgárháború alatt, amelyek közül az egyik legismertebb John Basil Turchin ezredes ostroma és Athén város megszállása volt. A város elpusztult az athén kizsákmányolása néven vált ismertté  , és Turchint végül bíróság elé állították az athéni polgárokkal szemben tanúsított magatartásáért. Abraham Lincoln elnők felmentette és dandártábornokká léptette elő.
Athént 1819-ben választották megyeszékhelyül. Megalakulása óta számos bírósági épületet építettek és használnak a megyében. Az első bírósági épület, egy faépület, 1820-ban épült, és 1825-ig állt, amikor is a bíróság épületét egy második fából készült bíróság váltotta fel. Ezt a bírósági épületet 1835-ig használták, amikor felépült a harmadik bíróság, amely 1863-ig volt használatban, amikor is a polgárháborúban elpusztult. A polgárháború után a negyedik téglából épült bíróság épülete 1916-ig működött. 1919-ben épült fel az ötödik, mai bíróság. Azóta kisebb felújításokon és korszerűsítéseken esett át.
2011. április 27-én hatalmas vihar sújtotta az Egyesült Államok délkeleti részét, amely számos erős tornádót okozott. Alabamában több mint 250 ember halt meg, köztük négy ember a Calhoun megyei Tanner (3) és East Limestone (1) közösségekben.

## Népesség
A 2020-as népszámlálási becslések szerint Limestone megye lakossága 103 570 volt. A válaszadók 80,6 százaléka fehérnek, 14,1 százaléka afroamerikainak, 6,5 százaléka spanyolajkúnak, 2,4 százaléka két vagy több rasszúnak, 1,9 százaléka ázsiainak, 0,8 százaléka indiánnak és 0,2 százaléka csendes-óceáni szigetlakónak vallotta magát. A megyeszékhely, Athens Limestone megye legnagyobb városa, becsült lakossága 25 406. További lakossági központok Mooresville és Lester . Limestone megye Decatur , Huntsville és Madison városainak kis részeit foglalja magában . A háztartások medián jövedelme 64 270 dollár volt, szemben az állam többi részének 52 035 dollárjával, az egy főre jutó jövedelem pedig 28 695 dollár volt, szemben az állam többi részének 28 934 dollárjával.
A megye népességének változása:
| Lakosok száma | 83 227 | 85 537 | 87 384 | 88 845 | 91 663 | 103 570 |
|               | 2010   | 2011   | 2012   | 2013   | 2015   | 2020    |

## Gazdaság
Limestone megye legkorábbi telepesei a nívós, termőföldet sokféle növénytermesztésre alkalmasnak találták, és egészen a XX. századig a mezőgazdaság volt a megye uralkodó iparága. A korai gazdák kukoricát, búzát és zabot termesztettek, valamint szarvasmarhát és disznót neveltek. 1820-ra a gyapot vált a fő terménnyé, és gyapotültetvények jöttek létre a megyében. Hamarosan a textilgyárak és a pamuthoz kapcsolódó egyéb iparágak következtek. Az iparosodás jelentős lendületet kapott a tizenkilencedik század végén, amikor a Tennessee folyó mentén sorra épültek zsilipek és gátak, amelyek rengeteg vízi energiát biztosítottak a közösségeknek. Az 1930-as években a Tennessee Valley Authority egy sor gátat épített a Tennessee-ben és más folyókon , így vízi energiát juttatott el a megye polgáraihoz és iparához. Ma a Huntsville-Decatur Metropolitan Area részeként Limestone megye fő iparágai az űr- és technológiai iparágakra koncentrálnak.

## Foglalkoztatás
A 2020-as népszámlálási becslések szerint Limestone megyében a munkaerő a következő ipari kategóriák között oszlik meg:
```
Oktatási szolgáltatások, valamint egészségügyi és szociális segélyek (18,5 százalék)
Feldolgozóipar (18,2 százalék)
Kiskereskedelem (12,7 százalék)
Szakmai, tudományos, gazdálkodási, valamint adminisztratív és hulladékgazdálkodási szolgáltatások (11,4 százalék)
Építőipar (8,5 százalék)
Művészetek, szórakoztatás, rekreáció, valamint szállás- és étkezési szolgáltatások (7,7 százalék)
Közigazgatás (6,7 százalék)
Egyéb szolgáltatások, kivéve a közigazgatást (3,9 százalék)
Szállítás és raktározás, valamint közművek (3,9 százalék)
Pénzügy és biztosítás, valamint ingatlan, bérbeadás és lízing (3,6 százalék)
Mezőgazdaság, erdőgazdálkodás , halászat és vadászat , valamint kitermelő (1,9 százalék)
Nagykereskedelem (1,8 százalék)
Információ (1,1 százalék)
```

Limestone megye legnagyobb munkaadói közé tartozik a Limestone Megyei Oktatási Tanács és az Athéni Állami Egyetem .

## Oktatás
A Limestone megyei iskolarendszer 13 általános és középiskolát foglal magában. Az Athens City Schools hét általános és középiskolát felügyel. A Calhoun Community College, egy kétéves intézmény, rendelkezik campusokkal Decaturban és Tannerben, ahol művészeti és tudományi diplomákat, valamint szakmai és műszaki programokat kínálnak. Az Athéni Állami Egyetem egy kétéves felsőfokú főiskola, amely az utolsó két évet kínálja a művészeti vagy tudományos alapképzéshez, Athénban található.

## Földrajz
Az 559 négyzetmérföldes Limestone megye az állam északnyugati részén található. A megye a Highland Rim fiziográfiai szakaszának része , és mészkő völgyekből és magaslatokból áll. A Tennessee folyó és mellékfolyói mentén tölgy- és hikorerdők nőnek. Limestone megye északon Tennessee állammal, keleten Madison megyével , délen Morgan és Lawrence megyével, nyugaton pedig Lauderdale megyével határos.
A Tennessee folyó és mellékfolyói az egész megyében futnak. Az Elk River, a Tennessee folyó egyik legnagyobb mellékfolyója, Limestone megye nagy részét elvezeti. A Tennessee folyót a biológiailag legváltozatosabb folyók közé sorolják az Egyesült Államokban, számos hal- és kagylófaj veszélyeztetett. A folyó számos gazdasági és rekreációs lehetőséget kínál Limestone megye számára.
Az Interstate 65 és a US Highway 72 Limestone megye fő közlekedési útvonalai. Az I-65 észak-déli irányban halad át a megye közepén, az US 72 pedig kelet-nyugati irányú a megye közepén. Limestone megyében nincsenek nyilvános repülőterek .

## Események és látnivalók
A Limestone megyébe látogatók számára számos kikapcsolódási lehetőség kínálkozik. A Bayhill Village and Marina Alabama egyik legnagyobb szárazföldi kikötője, és hozzáférést biztosít az állam néhány szabadidős és halászati vizéhez. Az üdülőhely kempingekkel, teniszpályákkal, minigolfpályákkal, úszómedencével és piknikezőhelyekkel várja vendégeit. Az Elkmont belvárosában található Rails to Trails egy 16,3 mérföldes ösvény, ahol a sétálók visszakövethetik a polgárháborús katonák lépéseit. Nyitva áll a túrázók, motorosok, madárlesők és lovasok számára. A Swan Creek vadgazdálkodási területet az Alabama Természetvédelmi és Természeti Erőforrások Minisztériuma kezeli , és a megye délnyugati részén található. A terület 8870 hektáron terül el a Tennessee folyó mentén, és vízimadarak, apróvad- és szarvasvadászatot kínál. Limestone megyében további szabadtéri kikapcsolódási lehetőségek közé tartozik a Wheeler-tó és az Athens Sportsplex.
Limestone megye számos történelmi látnivalónak ad otthont. Az Antebellum Trail Limestone megye keleti részén kanyarog Decatur és Huntsville között. Az ösvény egy autós túra, amelyen 24 előkelő otthon, három antebellum templom és két elülső gyapot ültetvény található. Az athéni Alabama Veterans Museum and Archives a függetlenségi háborútól napjainkig tartó emléktárgyakkal tiszteleg a veteránok elött. Az Athéni Állami Egyetem látogatói megtekinthetik az 1842-ben épült Founders Hallt. A helyi legenda szerint az épületet az uniós csapatok mentették meg a leégéstől a polgárháború idején, amikor a főiskola elnöke előterjesztette a Abraham Lincoln elnök által írt levelet. A Történelmi Helyek Nemzeti Nyilvántartásában szereplő Founders Hallban található az Újszövetség fafaragása is. Limestone megye további történelmi látnivalói közé tartozik az 1845-ben épült Robert Donnell-ház és a történelmi Fort Henderson helyszín Athénban, valamint a történelmi Elkmont, Mooresville és Ardmore kerületek . Mooresville az állam legrégebbi bejegyzett városa, a Mooresville Post Office pedig Alabama legrégebbi működő postája.
Limestone megye minden évben számos éves eseménynek és fesztiválnak ad otthont. Az Ardmore Renaissance Faire minden áprilisban megrendezésre kerül, és zenét, művészeteket és kézműves termékeket, ételeket és játékokat tartalmaz. A Sam McCracken Days egy éves bluegrass fesztivál, amelyet május második hétvégéjén tartanak. A zenészek és táncosok több mint 10 000 dollár pénzdíjért versengenek 21 versenykategóriában, mint például buck dancing, zenekari verseny és hegedülés. A Tennessee Valley Old Time Fiddlers Convention (TVOTFC) egy éves esemény, amelyet október első teljes hétvégéjén rendeznek meg az Athéni Állami Egyetem campusán, és két napos versenyből áll 18 kategóriában, valamint több mint 150 standdal, ahol különféle tevékenységek, ételek, valamint művészet és kézművesség. A Limestone megyében található egyéb rendezvények közé tartozik a Mooresville Biennálé Olden Days és az athéni fák fesztiválja